# American Girls
«American Girls» —en español: «Chicas estadounidenses» o «Chicas americanas»— es una canción escrita por el baterista Gil Moore e interpretada por la banda canadiense de hard rock Triumph.  Fue numerada originalmente como el cuarto tema del álbum Just a Game, publicado en Canadá por Attic Records y en los Estados Unidos por RCA Records en el año de 1979.

## Publicación y recepción
Esta canción fue lanzada como sencillo solamente en Europa en 1979 por Bellaphone Records y RCA Records en Alemania y Reino Unido respectivamente, siendo el tercer y último del disco Just a Game.   «American Girls» no consiguió entrar en ningún listado europeo.

## Diferencias entre versiones
Aunque se publicó en varios países del Viejo Continente, la melodía secundaria de «American Girls» varía según el país donde se lanzó. En Alemania, el lado B del vinilo contiene la pista «Hold On» —lanzado a la venta meses antes—, mientras que en la versión británica se encuentra «Movin' On» como tema B.

## Lista de canciones

### Versión alemana

#### Lado A
| side one |                  |              |               |          |  |
| N.º      | Título           | Escritor(es) | Voz principal | Duración |  |
| 1.       | «American Girls» | Gil Moore    | Gil Moore     | 4:50     |  |

#### Lado B
| side one |           |                                 |               |          |  |
| N.º      | Título    | Escritor(es)                    | Voz principal | Duración |  |
| 2.       | «Hold On» | Rik Emmett / Moore / Ian Levine | Rik Emmett    | 2:59     |  |

### Versión británica

#### Lado A
| side one |                  |              |               |          |  |
| N.º      | Título           | Escritor(es) | Voz principal | Duración |  |
| 1.       | «American Girls» | Gil Moore    | Gil Moore     | 4:50     |  |

#### Lado B
| side one |             |              |               |          |  |
| N.º      | Título      | Escritor(es) | Voz principal | Duración |  |
| 2.       | «Movin' On» | Gil Moore    | Gil Moore     | 4:10     |  |

## Créditos
- Rik Emmett — voz principal (en la canción «Hold On»), guitarra acústica, guitarra eléctrica y coros.
- Gil Moore — voz principal (en las canciones «American Girls» y «Movin' On») batería y coros.
- Mike Levine — bajo y coros